# Comitato del patrimonio mondiale

Logo del Comitato del Patrimonio mondiale dell'UNESCO

Il Comitato del Patrimonio mondiale è l'ente dell'UNESCO che si occupa di: 
- selezionare i siti culturali e/o naturali da inserire nell'elenco del Patrimonio mondiale dell'UNESCO, tra cui la Lista del Patrimonio mondiale e la Lista del Patrimonio mondiale in pericolo;
- definire l'uso del Fondo per il Patrimonio mondiale, e assegnare assistenza finanziaria su richiesta degli Stati parti[1].

Comprende rappresentanti di 21 Stati parti eletti dall'Assemblea generale degli Stati parti per un periodo di quattro anni. Questi rappresentanti votano su decisioni e proposte relative alla Convenzione sul Patrimonio mondiale e alla Lista del Patrimonio mondiale. Secondo la Convenzione sul patrimonio mondiale, il mandato di un membro del comitato è di sei anni. Tuttavia, molti Stati scelgono di limitare volontariamente il loro mandato a quattro anni, al fine di dare ad altri Stati l'opportunità di sedere nel Comitato. Tutti i membri eletti alla quindicesima Assemblea Generale (2005) hanno scelto volontariamente di ridurre il loro mandato da sei a quattro anni.
Le deliberazioni del Comitato del Patrimonio Mondiale sono assistite da tre organi consultivi: IUCN, ICOMOS e ICCROM.

## Sessioni
Il Comitato del patrimonio mondiale si riunisce una volta all'anno per una sessione ordinaria per discutere la gestione dei siti del patrimonio mondiale esistenti e accettare le candidature dei paesi. Possono essere convocate riunioni straordinarie su richiesta dei due terzi degli Stati membri. Le riunioni si tengono nel territorio degli stati membri del Comitato del patrimonio mondiale su loro invito. La rotazione tra regioni e culture è tenuta in considerazione per la selezione e il luogo per la sessione successiva è scelto dal comitato alla fine di ogni sessione. 
| Sessione | Anno | Data                   | Città ospitante  |
| -------- | ---- | ---------------------- | ---------------- |
| 1        | 1977 | 27 giugno–1 luglio     | Parigi           |
| 2        | 1978 | 5–8 settembre          | Washington       |
| 3        | 1979 | 22–26 ottobre          | Il Cairo e Luxor |
| 4        | 1980 | 1–5 settembre          | Parigi           |
| 5        | 1981 | 26–30 ottobre          | Sydney           |
| 6        | 1982 | 13–17 dicembre         | Parigi           |
| 7        | 1983 | 5–9 dicembre           | Firenze          |
| 8        | 1984 | 29 ottobre–2 novembre  | Buenos Aires     |
| 9        | 1985 | 2–6 dicembre           | Parigi           |
| 10       | 1986 | 24–28 novembre         | Parigi           |
| 11       | 1987 | 7–11 dicembre          | Parigi           |
| 12       | 1988 | 5–9 dicembre           | Brasilia         |
| 13       | 1989 | 11–15 dicembre         | Parigi           |
| 14       | 1990 | 7–12 dicembre          | Banff            |
| 15       | 1991 | 9–13 dicembre          | Cartagine        |
| 16       | 1992 | 7–14 dicembre          | Santa Fe         |
| 17       | 1993 | 6–11 dicembre          | Cartagena        |
| 18       | 1994 | 12–17 dicembre         | Phuket           |
| 19       | 1995 | 4–9 dicembre           | Berlino          |
| 20       | 1996 | 2–7 dicembre           | Mérida           |
| 21       | 1997 | 1–6 dicembre           | Napoli           |
| 22       | 1998 | 30 novembre–5 dicembre | Kyoto            |
| 23       | 1999 | 29 novembre–4 dicembre | Marrakech        |
| 24       | 2000 | 27 novembre–2 dicembre | Cairns           |
| 25       | 2001 | 11–16 dicembre         | Helsinki         |
| 26       | 2002 | 24–29 giugno           | Budapest         |
| 27       | 2003 | 30 giugno–5 luglio     | Parigi           |
| 28       | 2004 | 28 giugno–7 luglio     | Suzhou           |
| 29       | 2005 | 10–17 luglio           | Durban           |
| 30       | 2006 | 8–16 luglio            | Vilnius          |
| 31       | 2007 | 23 giugno–1 luglio     | Christchurch     |
| 32       | 2008 | 2–10 luglio            | Québec           |
| 33       | 2009 | 22–30 giugno           | Siviglia         |
| 34       | 2010 | 25 luglio–3 agosto     | Brasilia         |
| 35       | 2011 | 19–29 giugno           | Parigi           |
| 36       | 2012 | 25 giugno–5 luglio     | San Pietroburgo  |
| 37       | 2013 | 17–27 giugno           | Phnom Penh       |
| 38       | 2014 | 15–25 giugno           | Doha             |
| 39       | 2015 | 28 giugno–8 luglio     | Bonn             |
| 40       | 2016 | 10–20 luglio           | Istanbul         |
| 41       | 2017 | 2–12 luglio            | Cracovia         |
| 42       | 2018 | 24 giugno–4 luglio     | Manama           |
| 43       | 2019 | 30 giugno–10 luglio    | Baku             |
| 44       | 2021 | 16-31 luglio           | Fuzhou           |
| 45       | 2023 | 10-25 settembre        | Riad             |
| 46       | 2024 | 21-31 luglio           | Nuova Delhi      |
| 47       | 2025 | 6-16 luglio            | Parigi           |

## Ufficio di presidenza
Alla fine di ogni sessione ordinaria, la commissione elegge un presidente, cinque vicepresidenti e un relatore tra quei membri il cui mandato proseguirà nella sessione successiva. Questi sono conosciuti come l'Ufficio di presidenza e i loro rappresentanti sono responsabili del coordinamento del lavoro del Comitato del patrimonio mondiale, inclusa la fissazione di date, orari e ordine del giorno delle riunioni.

## Votazioni
Ogni stato membro del Comitato del Patrimonio Mondiale ha un voto. Le decisioni richiedono una maggioranza semplice con astensioni conteggiate come non votanti. I voti sono espressi per alzata di mano a meno che non sia richiesto un voto segreto dal presidente o da due o più stati membri.

## Membri
Membri attuali del Comitato del Patrimonio Mondiale dell'UNESCO
| Stato membro              | Mandato   |
| ------------------------- | --------- |
| Argentina                 | 2021-2025 |
| Belgio                    | 2021-2025 |
| Bulgaria                  | 2021-2025 |
| Corea del Sud             | 2023-2027 |
| Giamaica                  | 2023-2027 |
| Giappone                  | 2021-2025 |
| Grecia                    | 2021-2025 |
| India                     | 2021-2025 |
| Italia                    | 2021-2025 |
| Kazakistan                | 2023-2027 |
| Kenya                     | 2023-2027 |
| Libano                    | 2023-2027 |
| Messico                   | 2021-2025 |
| Qatar                     | 2021-2025 |
| Ruanda                    | 2021-2025 |
| Saint Vincent e Grenadine | 2021-2025 |
| Senegal                   | 2023-2027 |
| Turchia                   | 2023-2027 |
| Ucraina                   | 2023-2027 |
| Vietnam                   | 2023-2027 |
| Zambia                    | 2021-2025 |
| Totale                    | 21        |

## Critiche
È stata denunciata una crescente politicizzazione delle decisioni del Comitato del patrimonio mondiale a scapito degli obiettivi di conservazione, in particolare per quanto riguarda le nuove candidature per la Lista del patrimonio mondiale, ma anche con la considerazione dei siti per la Lista del patrimonio mondiale in pericolo. Nel 2010 alcuni stati parti, tra cui Ungheria, Svizzera e Zimbabwe, hanno presentato una protesta ufficiale contro tale politicizzazione.
Un audit esterno richiesto dal Comitato del Patrimonio mondiale per la sua Strategia Globale per l'Elenco del Patrimonio Mondiale ha concluso nel 2011 che le considerazioni politiche stavano effettivamente influenzando le decisioni. Ha osservato che la composizione dei rappresentanti dei comitati era passata da esperti a diplomatici nonostante l'articolo 9 della Convenzione del patrimonio mondiale e ha riscontrato che le opinioni degli organi consultivi spesso divergevano dalle decisioni del Comitato del patrimonio mondiale.
Nel 2016 Israele ha richiamato il suo ambasciatore all'UNESCO dopo che il Comitato del Patrimonio mondiale ha adottato una risoluzione in una votazione segreta che si riferiva a uno dei luoghi più sacri di Gerusalemme, il Monte del Tempio, solo come un "luogo sacro di culto musulmano", senza menzionare che anche gli ebrei e i cristiani venerano il sito.